# Шмалена
Шмалена — село в Рыбницком районе непризнанной Приднестровской Молдавской Республики на притоке Днестра - р.Рыбница. Вместе с сёлами Андреевка и Пыкалово входит в состав Андреевского сельсовета. Ниже села на реке Рыбница находится запруда, называемая Комсомольское озеро / озеро Шмалена.